# 신관문자
신관 문자(神官文字)는 이집트 신성 문자의 흘림체로, 이집트 제1왕조(약 기원전 2925년~기원전 2775년) 때 처음 사용되었다. 신관 문자는 파피루스 위에 갈대 펜과 잉크로 써졌으며, 기원전 700년경 민중 문자에 밀려났으나, 신관들 사이에서 수 세기 동안 더 사용되었다.

## 같이 보기
- 쐐기 문자